# Effen miersluiper
De effen miersluiper (Myrmotherula unicolor) is een zangvogel uit de familie Thamnophilidae (miervogels).

## Verspreiding en leefgebied
Deze soort is endemisch in zuidoostelijk Brazilië van noordelijk Rio de Janeiro tot uiterst noordelijk Rio Grande do Sul.

## Status
De grootte van de populatie is niet gekwantificeerd maar aangenomen wordt dat dit aantal groter is dan 10.000 volwassen vogels. Op de Rode lijst van de IUCN heeft deze soort de status niet bedreigd.